# Ponera exilis
Ponera exilis är en orkidéart som beskrevs av Robert Louis Dressler. Ponera exilis ingår i släktet Ponera och familjen orkidéer. Inga underarter finns listade i Catalogue of Life.